# 桂元綱
桂 元綱（かつら もとつな）は、戦国時代から江戸時代初期にかけての武将。毛利氏の家臣。父は毛利氏の五奉行の一人である桂就宣。初め長州藩士、後に下松藩家老。

## 生涯
永禄10年（1567年）、後に毛利氏の五奉行の一人となる桂就宣の子として生まれる。
天正13年（1585年）の四国攻めにおいては、兼重元続と共に備後国の神辺城に在番した。
天正20年（1592年）4月から始まる文禄の役では輝元に従って朝鮮に渡海。同年12月13日、元綱や村上景親らが守る星州城に朝鮮軍が来襲したが、元綱や村上景親らは城を打って出て朝鮮軍を撃破し、元綱の配下が朝鮮軍の騎馬武者を討ち取り、村上景親は負傷しつつも敵兵を討ち取った。12月24日に輝元はこれらの武功を深く賞賛した。
慶長2年（1597年）からの慶長の役においては国司元蔵と共に軍奉行となり、同年6月10日に毛利秀元に従って海路で広島から出征し、朝鮮へ渡った。8月16日の黄石山城の戦いに勝利した後、毛利秀元率いる右軍は全羅道に入って8月19日に宇喜多秀家の率いる左軍と全州で合流。合議の結果、毛利秀元が黒田長政や加藤清正らを率いて忠清道を経て京城に出撃する一方で、吉川広家は宇喜多秀家率いる左軍に加わって全羅道の珍原郡と霊光郡を平定することとなった。秀元は元綱や山内広通らの部隊を広家に付け、諸事を互いに相談して難渋のものがあれば書き付けて報告するよう命じた。以後、元綱や山内広通らは広家に従って転戦し、珍原郡と霊光郡を平定した後は慶尚南道の固城に入って、城の普請に当たっている。また、その後は蔚山城築城の普請に当たった。
慶長5年（1600年）の関ヶ原の戦いの際には、村上武吉・元吉父子、宍戸景世、村上吉祐らと共に伊予国へ出陣した。
関ヶ原の戦い後は毛利氏の防長転封に従い、周防国都濃郡賀野郷の内の678石1斗4合、周防国吉敷郡朝倉保の内の868石7合、長門国阿武郡生雲郷の内の156石3斗5升5合、合計1702石4斗6升6合の地を与えられる。また、周防国吉敷郡山口の高嶺城の城将となった。
慶長10年（1605年）12月14日、同年の五郎太石事件の後に毛利氏家臣団や有力寺社の総勢820名が連署して毛利氏への忠誠や様々な取り決めを記した連署起請文において、19番目に「桂三郎兵衛尉」と署名している。
元和3年（1617年）12月8日、毛利秀就から「美作守」の受領名を与えられた。
元和3年（1617年）4月28日、毛利秀就から毛利就隆へ周防国都濃郡に3万1473石8斗3升9合を内分分知された際に、元綱は神村元種と共に毛利就隆の付家老となり、下松藩の筆頭家老として1700石を与えられた。一方で長州藩士としての桂家は嫡男の元忠が継ぎ、元和7年（1621年）3月17日に元綱の所領を相続することが輝元と秀就に認められた。
寛永5年（1628年）10月2日に死去。享年62。嫡男・元忠の次男である桂隆正が元綱の後を継いだ。